# Левин, Василий Николаевич
Василий Николаевич Ле́вин (1923—1998) — советский киноактёр, кинорежиссёр и сценарист. Член КПСС с 1954 года. Заслуженный деятель искусств Украинской ССР (1991).

## Биография
Василий Николаевич Левин родился 21 февраля 1923 года в Самарканде (ныне Узбекистан).
Участник Великой Отечественной войны. Учился в Московском технологическом институте лёгкой промышленности (1943—1944). Окончил режиссёрский факультет ВГИКа (мастерская Григория Козинцева, 1950). Работал ассистентом режиссёра и вторым режиссёром на киностудии «Мосфильм» (1951—1955), режиссёром Одесской киностудии, художественным руководителем Студии киноактёра при Одесской киностудии (1967—1969).
Первой самостоятельной работой стала социальная драма по одноимённой книге Николая Атарова «Повесть о первой любви» (1957), писал сценарии и снимался в небольших ролях. Наиболее известна его режиссёрская работа над телевизионным фильмом «Капитан Немо» с В. В. Дворжецким в главной роли.

## Фильмография

##### Актёр
- 1969 — Опасные гастроли — зритель
- 1975 — Капитан Немо — отец Жаклин
- 1981 — Долгий путь в лабиринте — гость Белявских

##### Режиссёр
- 1957 — Повесть о первой любви
- 1960 — Сильнее урагана
- 1964 — Дочь Стратиона
- 1966 — Песня на рассвете (из киноальманаха «Товарищ песня»)
- 1971 — Последнее дело комиссара Берлаха
- 1974 — Здравствуйте, доктор!
- 1975 — Капитан Немо
- 1980 — Петля Ориона
- 1981 — Долгий путь в лабиринте
- 1985 — Искушение Дон-Жуана
- 1987 — Сабля без ножен

##### Сценарист
- 1960 — Сильнее урагана
- 1964 — Дочь Стратиона
- 1971 — Операция «Герцог» (короткометражный)
- 1975 — Капитан Немо
- 1987 — Сабля без ножен